# Zagorice (Konjic, BiH)
Zagorice su naseljeno mjesto u općini Konjic, Federacija Bosne i Hercegovine, BiH.
Nalaze se na planini Bjelašnici, istočno od Konjica.

## Stanovništvo

### 1991.
Nacionalni sastav stanovništva 1991. godine, bio je sljedeći:
ukupno: 204
- Srbi – 139
- Muslimani – 65

### 2013.
Nacionalni sastav stanovništva 2013. godine, bio je sljedeći:
ukupno: 187
- Bošnjaci – 180
- Srbi – 5
- ostali, neopredijeljeni i nepoznato – 2

## Vanjske poveznice
- Satelitska snimka  Arhivirana inačica izvorne stranice od 12. ožujka 2021. (Wayback Machine)